# Svinná (Hlohovice)
Svinná je vesnice, část obce Hlohovice v okrese Rokycany v Plzeňském kraji. Nachází se asi dva kilometry západně od Hlohovic. Je zde evidováno 51 adres. V roce 2011 zde trvale žilo 27 obyvatel.
Svinná leží v katastrálním území Svinná u Hlohovic o rozloze 6,28 km².

## Název
V roce 1869 nesla název Sviná, od roku 1880 se nazývá Svinná.

## Historie
První písemná zmínka o vesnici pochází z roku 1355, kdy patřila Janu Kozovi a Janovi z Mostiště. Ve 14. století byla vesnice rozdělena mezi několik zemanů a zmínky o vladycích ze Svinné jsou zaznamenány v historických pramenech až do 16. století. Na katastru Svinné, na pravém břehu Radnického potoka, se nachází starobylý Vrbatovský (Vrbatův) mlýn, který do poloviny 20. století sloužil jako hájovna. V roce 1967 někdejší mlýn koupil Antonín Kapek, člen předsednictva Ústředního výboru KSČ a jeden ze signatářů tzv. zvacího dopisu, na základě kterého vedení SSSR ospravedlňovalo v roce 1968 srpnovou invazi vojsk do Československa. Nový majitel mlýn důkladně přestavěl, přičemž zcela zničil původní charakter tohoto památného objektu. V roce 1990, poté, co byl zbaven všech funkcí a vyloučen z KSČ, Antonín Kapek ve Vrbatovském mlýně spáchal sebevraždu. Mezi 14 horníky, který zahynuli 24. dubna 1937 při průvalu vod v uhelném dole Ferdinand u Chomle, byli též dva obyvatelé Svinné.
Jihozápadně od vesnice se vpravo od silnice do Kamence těžilo černé uhlí a kamenec, ze kterého se zde vyrábělo oleum. Uhlí se zde vyskytuje v drobné samostatné pánvi, sloj leží v hloubce do dvaceti metrů a dosahuje mocnosti přibližně 1–2,5 metru. Nejstarší důl Swina byl v provozu v letech 1793–1920. Během devatenáctého století bylo otevřeno několik dolů: Bartholomeus, Anastas, Bedřich a Vilibald. Důl Bedřich fungoval v letech 1805–1922. Měl tři jámy hluboké až šestnáct metrů a vytěžené uhlí se z něj odváželo povozy na nádraží v Radnicích. V roce 1920 zaměstnával 51 horníků a vyprodukoval asi 6 618 tun uhlí. Krátce byl důl obnoven v roce 1925. Důl Vilibald byl založen okolo roku 1850 a dosáhl hloubky deset až dvanáct metrů. Také odtud se uhlí odváželo do Radnic. Po přerušení těžby byl v roce 1914 obnoven, ale plného výkonu dosáhl až v roce 1918. Naposledy byl v provozu v letech 1939–1940. V roce 1920 v něm pracovalo třicet horníků, kteří vytěžili 3 497 tun uhlí.

## Obyvatelstvo
| Rok            | 1869 | 1880 | 1890 | 1900 | 1910 | 1921 | 1930 | 1950 | 1961 | 1970 | 1980 | 1991 | 2001 | 2011 | 2021 |
| -------------- | ---- | ---- | ---- | ---- | ---- | ---- | ---- | ---- | ---- | ---- | ---- | ---- | ---- | ---- | ---- |
| Počet obyvatel | 338  | 327  | 326  | 300  | 280  | 290  | 294  | 191  | 154  | 112  | 85   | 59   | 43   | 27   | 46   |
| Počet domů     | 38   | 41   | 41   | 43   | 42   | 44   | 51   | 53   | 53   | 38   | 34   | 39   | 43   | 43   | 45   |

## Obecní správa
Při sčítání lidu v letech 1869–1880 Svinná byla osadou obce Hlohovice v okrese Hořovice. V letech 1890–1950 byla samostatnou obcí, se kterým patřila nejprve do okresu Hořovice, ale v letech 1900–1950 v okrese Rokycany. Od roku 1960 je znovu částí obce Hlohovice v okrese Rokycany.

## Pamětihodnosti
Ve vesnici stojí původně gotická tvrz, dnes zvaná Starý zámek. Jižně se nachází areál poplužního dvora s Novým zámkem vybudovaným na konci osmnáctého století a později klasicistně upraveným.

## Osobnosti
- Kateřina Emmons (*1983), česká sportovní střelkyně, trojnásobná olympijská medailistka (bronz 2004, zlato a stříbro 2008)
- Matthew Emmons (*1981), americký sportovní střelec, trojnásobný olympijský medailista (zlato 2004, stříbro 2008, bronz 2012)

## Galerie

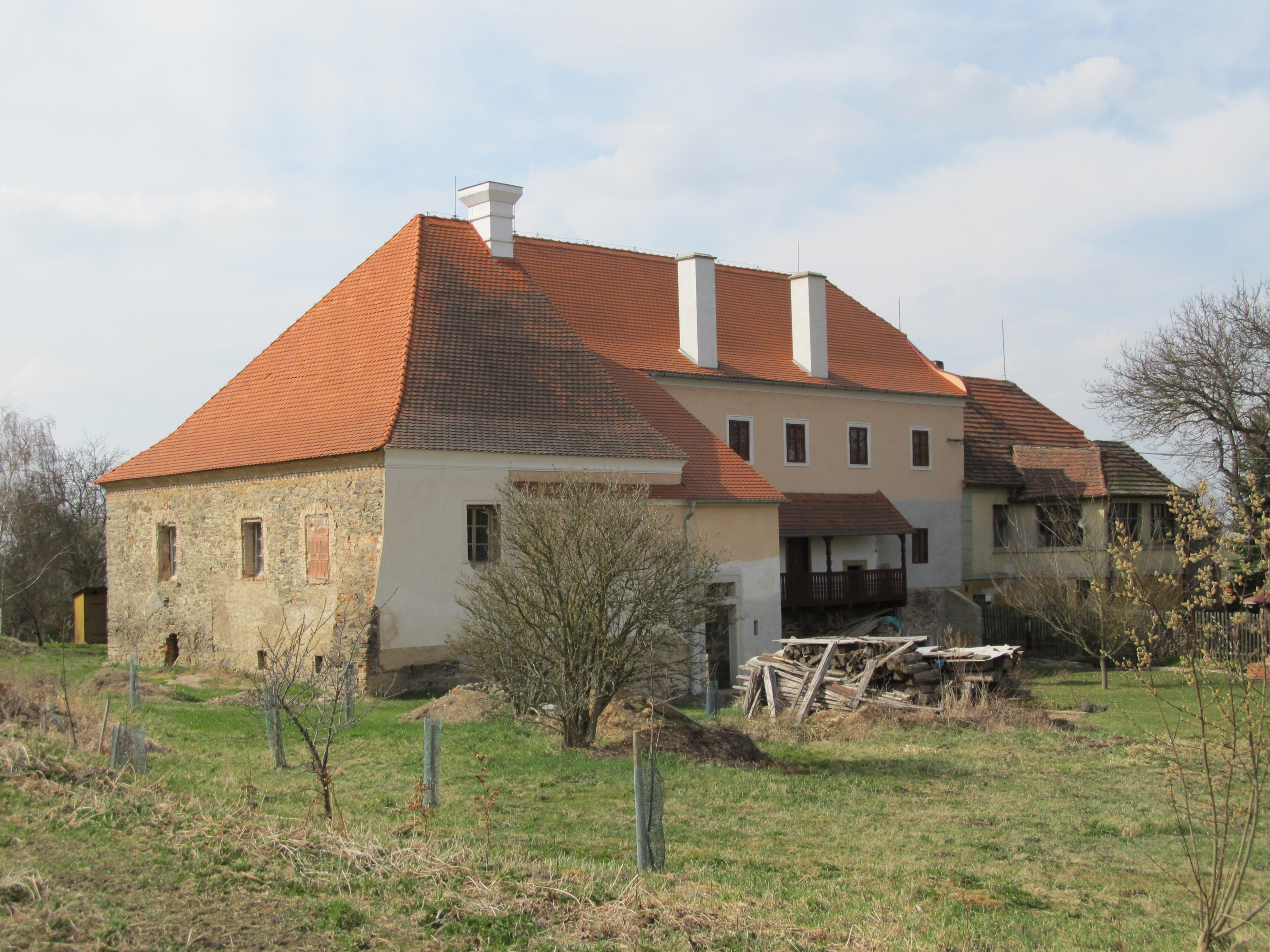
Tvrz neboli Starý zámek
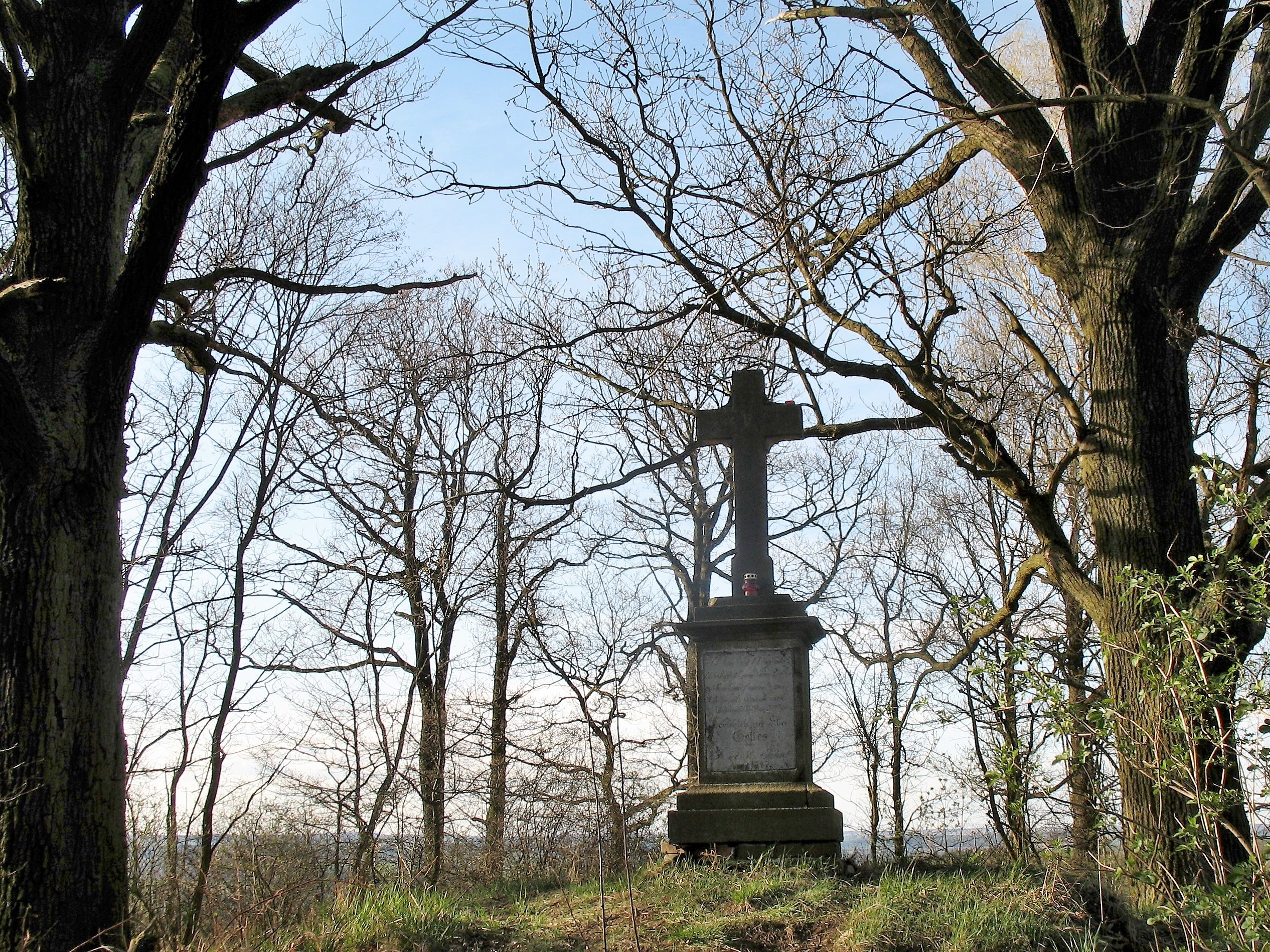
Kříž v remízku jižně od vesnice
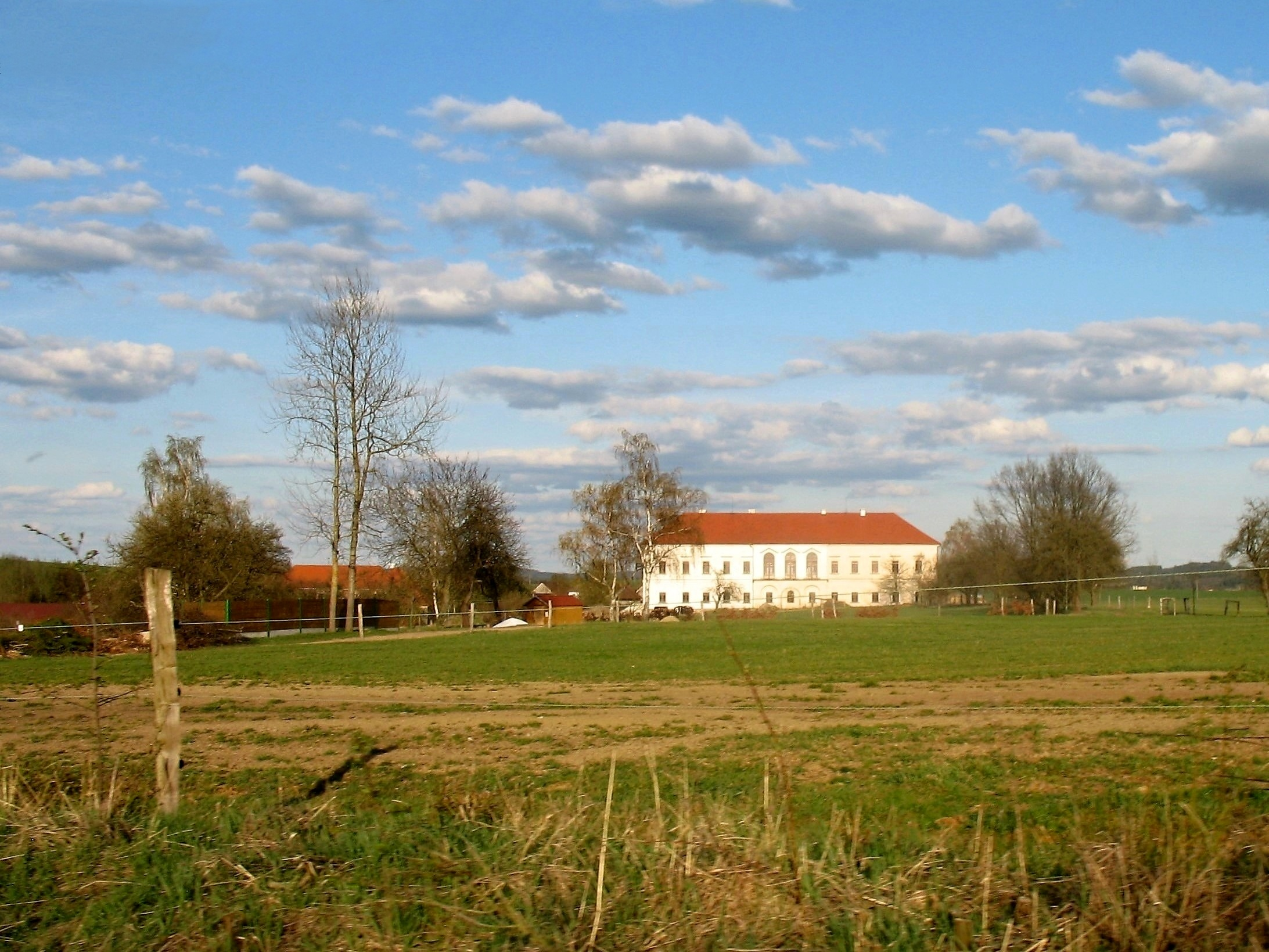
Celkový pohled na tvrz a zámek
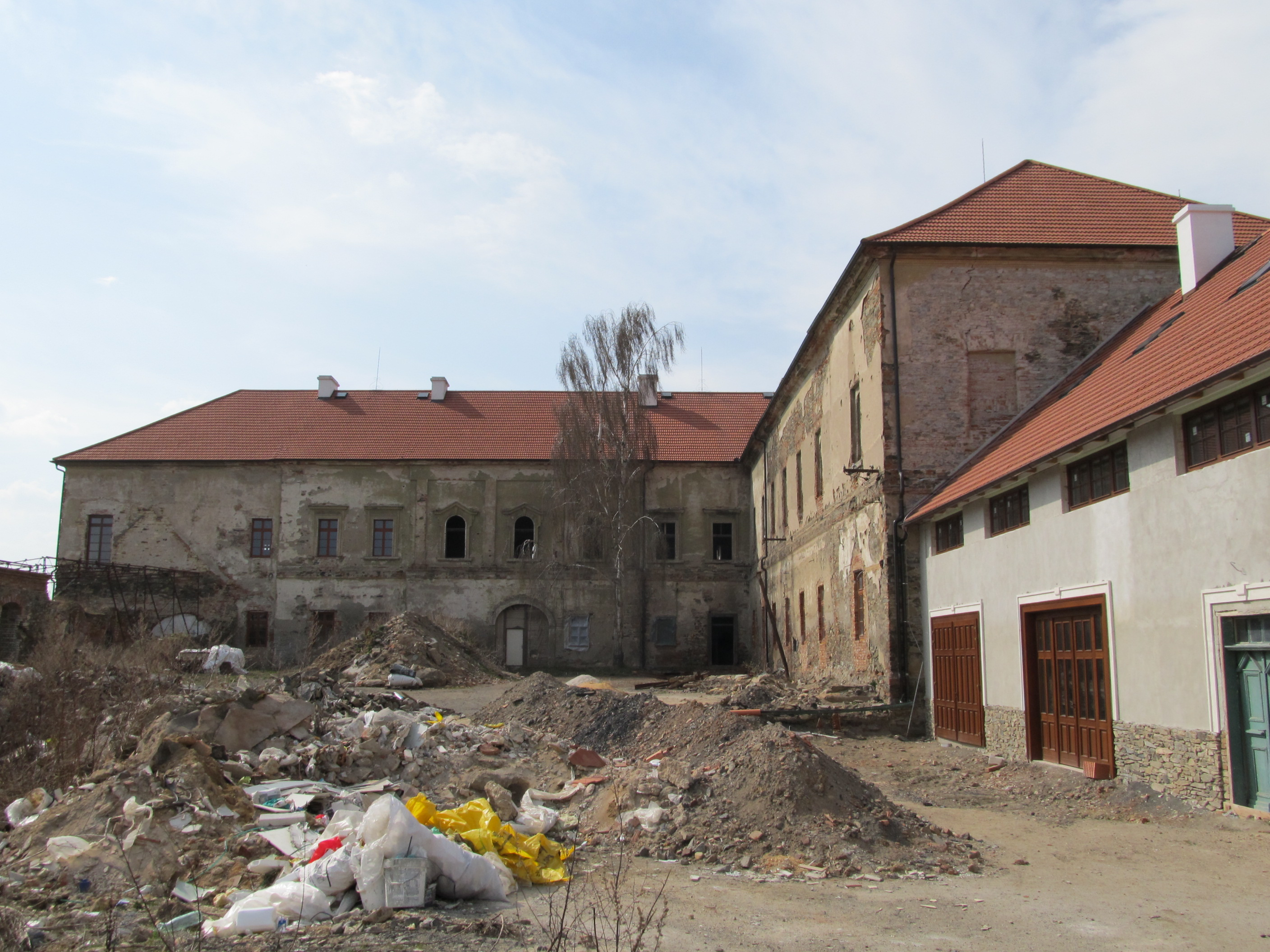
Tzv. Nový zámek
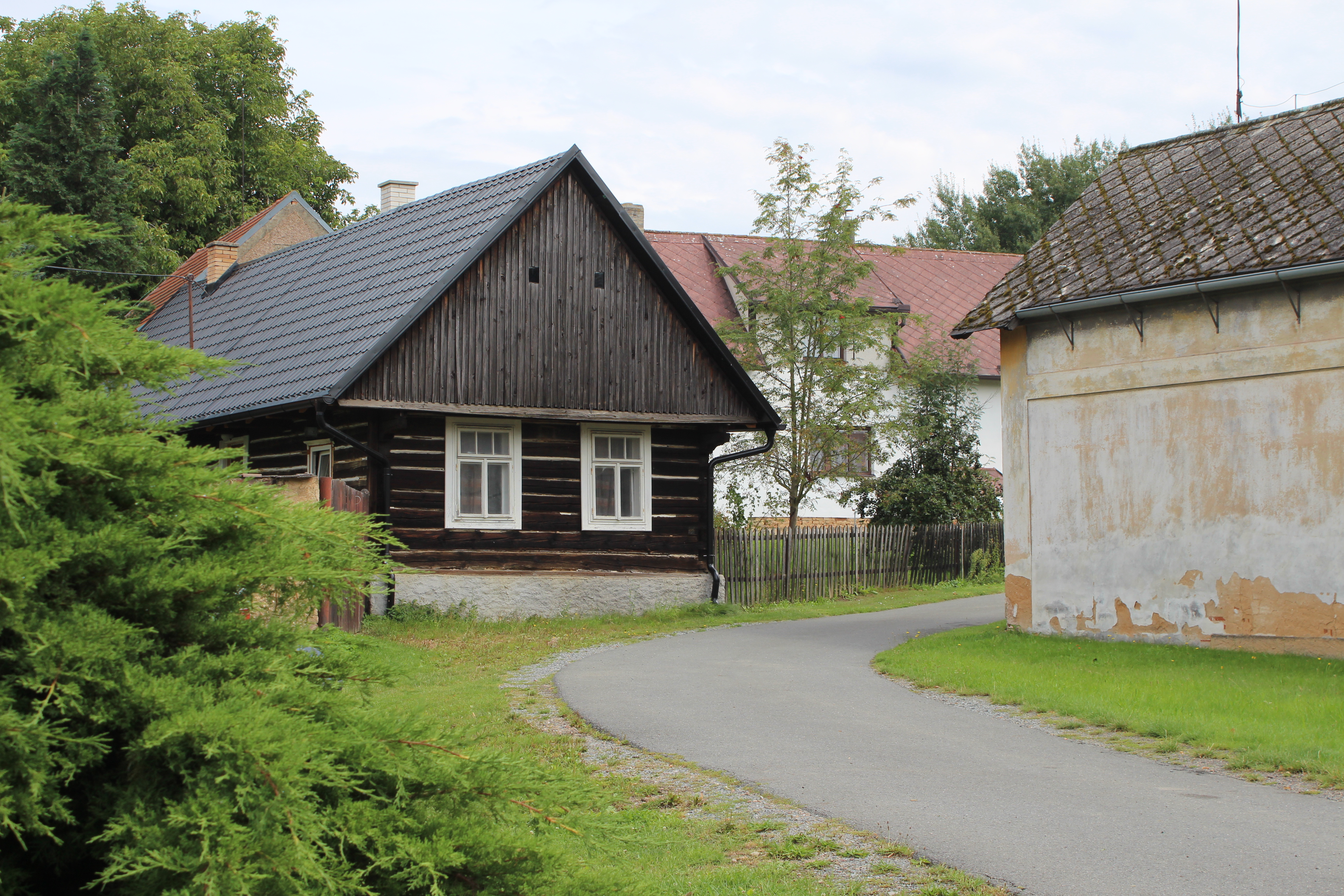
Roubená chalupa Svinná čp. 15
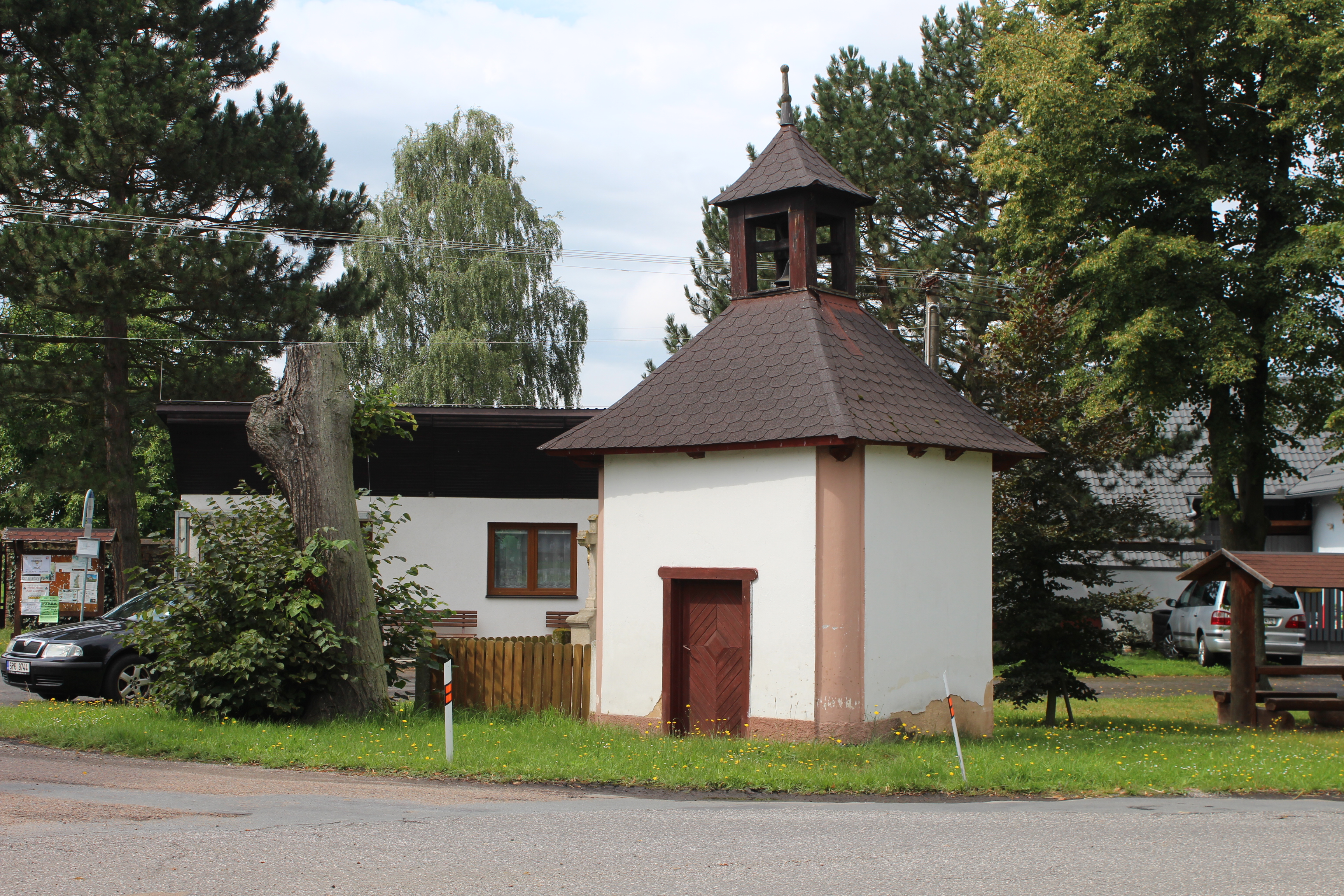
Kaple
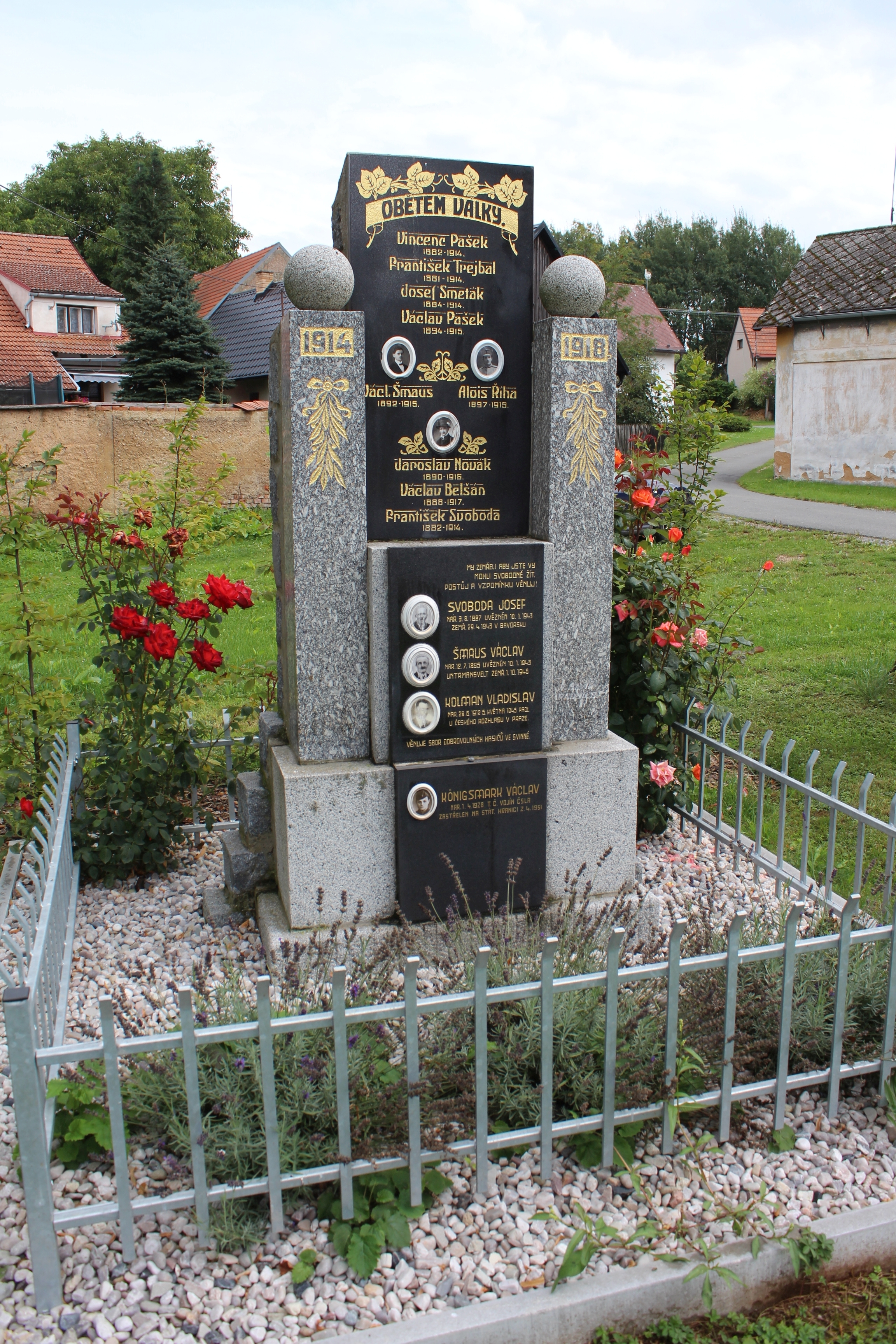
Památník obětem válek
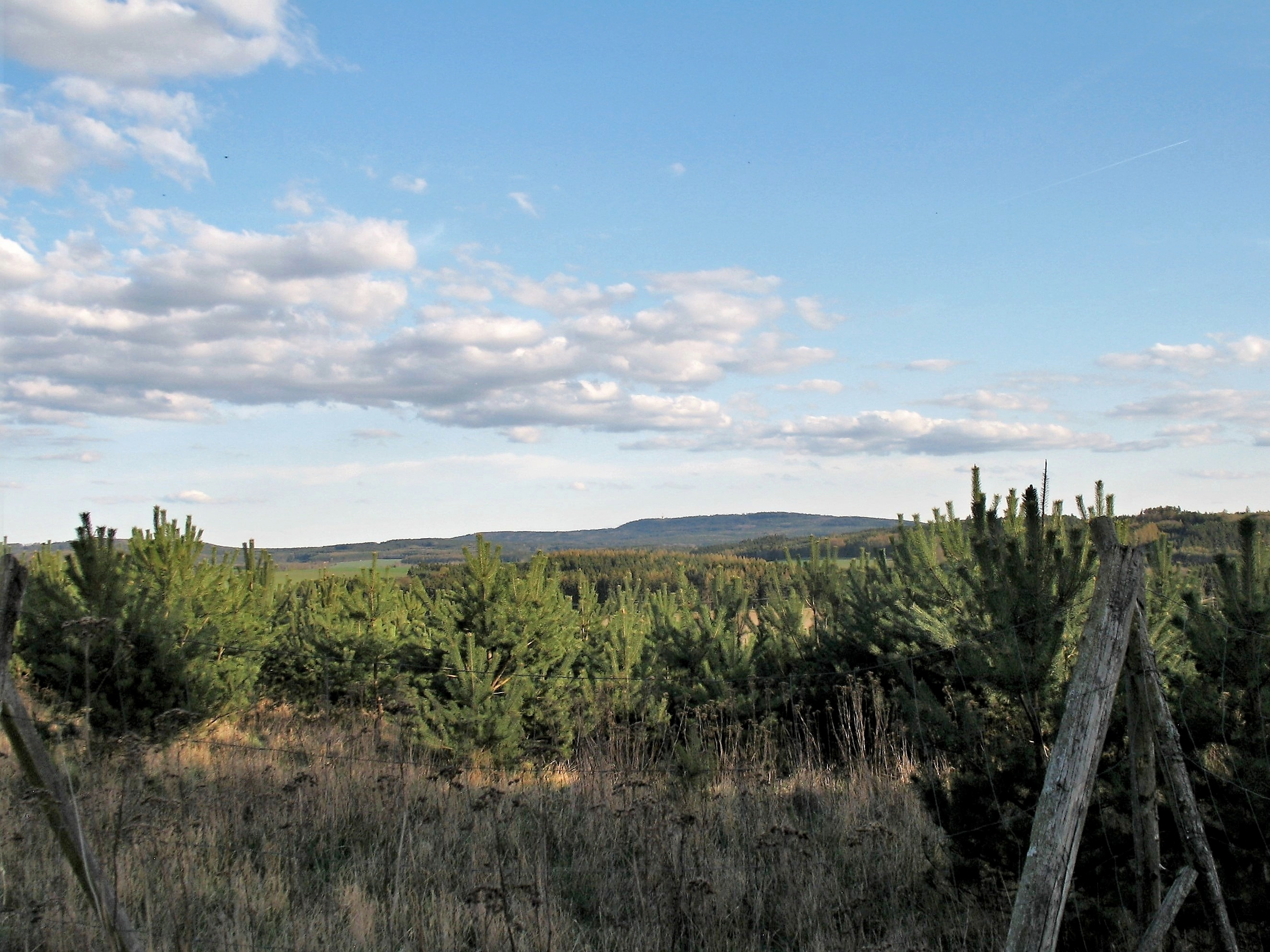
Pohled na hřeben Radče od Svinné